# روبيرتو بولو
روبيرتو بولو (بالإسبانية: Roberto Polo)‏ (21 ديسمبر 1980 ببارانكيا في كولومبيا - ) هو لاعب كرة قدم كولومبي في مركز الهجوم. شارك مع منتخب كولومبيا لكرة القدم. أما مع النوادي، فقد لعب مع يونيون ماغدالينا وBrujas F.C. ‏ وDeportivo Azogues ‏ وCortuluá ‏ ولا إكويداد ‏ وريونيغرو أغيلاس وكوكوتا ديبورتيفو ‏ وLlaneros F.C. ‏.

## وصلات خارجية
- روبيرتو بولو على موقع قاعدة بيانات كرة القدم.إي يو (الإنجليزية)
- روبيرتو بولو على موقع ناشيونال فوتبول تيمز (الإنجليزية)